# Düsseldorf
Düsseldorf ou Dusseldórfia é uma cidade da Alemanha, capital do Estado (Bundesland) da Renânia do Norte-Vestfália (Nordrhein-Westfalen), localizada às margens do Rio Reno.
Düsseldorf é uma cidade independente (kreisfreie Stadt) ou distrito urbano (Stadtkreis), ou seja, possui estatuto de distrito (Kreis). É a nona cidade maior do país e um importantíssimo centro econômico e cultural, fazendo parte da Megalópole renana.

## Cultura
A cidade é um dos centros do Carnaval da Alemanha.
Dentre os imigrantes, apresenta a terceira maior colônia japonesa da Europa, onde anualmente acontece no mês de Maio o Japantag (alemão para "Dia do Japão").

### Esporte

#### Futebol
A Merkur Spiel-Arena (anteriormente conhecida como Esprit Arena e Rheinstadion) é o estádio principal da cidade, sede de (entre outros) jogos da Copa do Mundo FIFA de 1974. É a casa do time de futebol Fortuna Düsseldorf e do time de futebol americano Rhein Fire.

##### Clubes de futebol masculino
| Equipe                | Estádio                        | Divisão (2018)           |
| --------------------- | ------------------------------ | ------------------------ |
| Fortuna Düsseldorf    | Merkur Spiel-Arena             | 1ª (Bundesliga)          |
| Fortuna Düsseldorf II | Merkur Spiel-Arena             | 4ª (Regionalliga Oeste)  |
| TuRU Düsseldorf       | Stadion an der Feuerbachstraße | 5ª (Oberliga Baixo Reno) |
| Düsseldorf-West       | BZA Schorlemerstraße           | 5ª (Oberliga Baixo Reno) |

## Infraestrutura e economia
A cidade é, depois de Frankfurt am Main, o segundo maior centro financeiro da Alemanha.
Düsseldorf não é apenas conhecida como um centro das indústrias alemãs de propaganda e moda: nos últimos anos, a cidade no Reno tem se tornado um dos maiores centros de telecomunicação na Alemanha. Há 18 provedores de internet localizados na capital da Renânia do Norte-Vestfália. Com dois dos quatro grandes provedores alemães de frequências celulares, D2 Vodafone e E-Plus, Düsseldorf lidera o mercado de telefonia móvel alemão. Há também muitos escritórios comerciais estrangeiros em Düsseldorf, como o NTT, Ericsson, Sandvik, Nokia e GTS.
Muitas das companhias de internet em Düsseldorf têm suas raízes na publicidade internacional.  Há 400 agências de publicidade em Düsseldorf, entre elas três das maiores da Alemanha: Grupo BBDO, Grupo Publicis e Grupo Grey. Um número de afiliados de agências estrangeiras também merecem ser mencionados, como a Ogilvy & Mather, Dentsu, Hakuhodu, Digital District e DDB.
Em Düsseldorf, há, aproximadamente, 170 instituições financeiras nacionais e internacionais e aproximadamente 130 agências de seguro e uma das maiores bolsas de valores da Alemanha. Há também aproximadamente 200 editoras em Düsseldorf.
Muitas outras companhias de grande peso têm seus escritórios na cidade: L’Oréal Germany (Cosméticos e Beleza); Henkel KgaA (Mercadorias de Marca para Consumidores e tecnologias industriais); E.ON (energia); ThyssenKrupp (metalurgia); Metro (atacado e varejo); Ergo (seguradora); LTU (transporte Aéreo); e Cognis (produtos químicos).
A Daimler produz o veículo Mercedes-Benz Sprinter em Düsseldorf.
Desde os anos 1960, tem ocorrido uma forte relação entre a cidade e o Japão. Muitos bancos e corporações japoneses têm suas sedes européias em Düsseldorf – tanto que Düsseldorf tem hoje a terceira maior comunidade japonesa na Europa, depois de Londres e Paris.
A "Kö", que significa Königsallee ("Avenida Real"), é uma destinação popular para fazer compras. Algumas das joalherias de maior reputação, grifes e galerias tem suas lojas lá. A Kö tem, aproximadamente, as maiores rendas de shoppings e escritórios na Alemanha.
A Messe Düsseldorf realiza anualmente mais de 25 feiras e exposições, entre elas o maior salão náutico da Europa, o Boot, na segunda quinzena de janeiro.

### Transportes
Dusseldorf está entre as cidades com redes de transporte mais eficientes do mundo. Esta nomeação dá-se especialmente por bons sistemas de transportes públicos e veículos motorizados de transporte pessoal. Além disso, o menor tamanho e localização da cidade reduz significativamente o congestionamento e garante a bem desenvolvida infraestrutura de transporte, com uma estrutura policêntrica espacial que diminui risco de congestionamento do tráfego.

## Cidadãos notáveis
- Ana de Cleves (1515-1557), rainha consorte da Inglaterra.
- Maria Sofia Isabel de Neuburgo (1666-1699), rainha consorte de Portugal e dos Algarves.
- Jürgen Habermas (1929-), Filósofo alemão aclamado como um dos grandes nomes da segunda metade do século XX e princípios do XXI.
- Wim Wenders (1945-), cineasta, dramaturgo, fotógrafo e produtor de cinema, é um dos principais realizadores do Novo Cinema Alemão.
- Florian Schneider (1947-2020), músico, fundador do grupo de música eletrônica Kraftwerk.
- Ikuta Erika (1997-), integrante do Nogizaka46, atriz, dubladora, pianista e bailarina.
- Heino (1938-), cantor de músicas tradicionais germânicas, ele é o Elvis für das Deutschland.
- Liu Yangyang (2000-), cantor, compositor e dançarino que compõe uma das subunidades do grupo sul-coreano NCT (Neo Culture Technology), WayV.
- Oliver Stuenkel (1982-), professor associado e pesquisador de Relações Internacionais da Fundação Getulio Vargas, em São Paulo.